# ЛГБТ-активізм
ЛГБТ-активізм — сукупність заходів окремих осіб, громад чи організацій, компаній чи установ, спрямованих на широке обговорення та збільшення уваги суспільства до проблем негетеросексуальних людей задля забезпечення їх правового визнання та захисту, протидії дискримінації та переслідуванням. ЛГБТ-активізм — діяльність, що породжує суспільне явище ЛГБТ-руху.
На етапі зародження активістами частіше є самі учасники ЛГБТ-спільноти, але дедалі ширшою є тенденція підтримки руху більшістю.

## Види та засоби активізму
ЛГБТ-активізм може бути відкритим чи прихованим (анонімним). Як правило, це залежить від ступеня безпеки та ризиків відкритої агресії з боку праворадикальних угруповань. Засоби та цілі активізму можуть різнитися в країнах та регіонах, де відмінні рівні прийняття сексуальних меншин з боку суспільства, наявні певні законодавчі обмеження.
Поруч з «традиційними» формами активізму все більше набуває популярності онлайн-активізм (активізм в мережі).
Основними засобами ЛГБТ-активізму є:
- організація масових заходів та участь у них: прайди (в Україні такі заходи мають назву Марші Рівності), інші акції, флешмоби тощо;
- поодинокі пікети, акції та перфоманси у людних місцях;
- інформаційно-просвітницька робота (створення та/або поширення медіаконтенту, друкованих видань, інші засоби представлення та розповсюдження інформації, яка тим чи іншим чином розвінчує суспільні упередження, стереотипи та негативне ставлення в цілому до представників ЛГБТ+);
- створення та підписання петицій і звернень до вищих органів державної влади, суть яких висвітлює нагальні проблеми сексуальних меншин та пропонує конкретні засоби їх розв'язання;
- боротьба законними методами за обмеження діяльності праворадикальних та гомофобних угруповань, що поширюють неправдиву інформацію, стереотипні погляди, упередження щодо ЛГБТ-спільноти, намагаються формувати негативне ставлення та ненависть до неї в цілому та окремих її членів;
- засудження негативного відношення, проявів дискримінації до людей за ознакою сексуальної орієнтації чи гендерної самоідентифікації з боку інших осіб, бойкотування та відмова від використання товарів, послуг підприємств, де наявна така дискримінація (наприклад, звільнення працівників «іншої» орієнтації);
- створення та/чи участь в організаціях, діяльність яких полягає у захисті прав людини, її свобод, боротьбі з упередженнями та дискримінацією щодо сексуальних меншин та інших соціальних груп, спрямована на підтримку та захист представників ЛГБТ-спільноти тощо.

Онлайн-активізм має свої специфічні засоби, як-от челенджі у соціальних мережах, надсилання анонімних скарг на гомофобний контент, а також є безпечнішим, ніж звичайний (офлайн).

## Цілі ЛГБТ-активізму
Залежно від країни чи регіону, ступеня сприйняття ЛГБТ+ в суспільстві, наявності чи відсутності прав та державного захисту тощо, найактуальніші цілі ЛГБТ-активізму можуть відрізнятися. Загалом, їх перелік має приблизно такий вигляд:
- правове визнання ЛГБТ+ як соціальної групи, що становить певну частину суспільства, має можливість на вираження своїх інтересів та права якої потребують державного захисту;
- прийняття антидискримінаційних законів, які гарантують захист представників ЛГБТ+, неупередженість робітників правозахисних органів та суду;
- надання ЛГБТ-особам та парам таких самих прав, які мають гетеросексуали (право укладання шлюбу, виховання та всиновлення дітей тощо);
- активні дії держави, зокрема державних ЗМІ, спрямовані на виховання толерантного ставлення до сексуальних меншин в суспільстві, тобто просвітницька робота; заборона пропаганди гомофобії;
- психологічна підтримка та надання потрібної інформації підліткам, що проходять етап визначення своєї орієнтації, самоусвідомлення (запобігання булінгу в закладах освіти за цією ознакою, включення тем людської сексуальності в курс сексуальної освіти);
- законодавча заборона так званої репаративної (конверсійної) терапії, результативність якої не доведена жодним науковим дослідженням, але застосування якої веде за собою психологічні травми для «пацієнтів».

ЛГБТ-активізм часто пов'язаний із темами гендерної рівності, дискримінації та насилля, адже має багато «точок дотику» з ними.